# Lucien Jaume
Pour les articles homonymes, voir Jaume.
Lucien Jaume, né le 4 novembre 1946, est un politologue français.

## Biographie

### Origines et formation
Lucien Jaume naît le 4 novembre 1946.

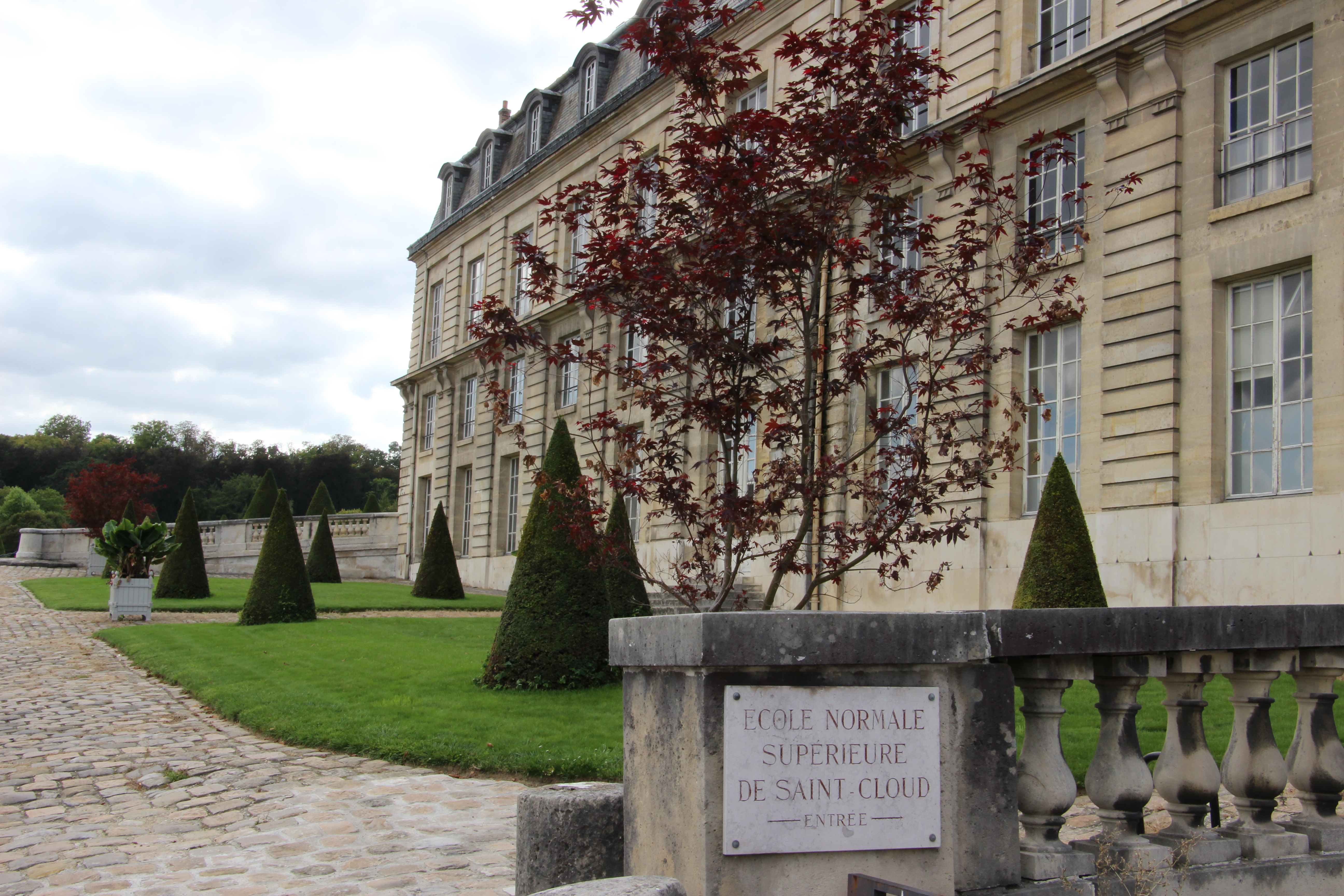
École Normale Supérieure de Saint-Cloud.

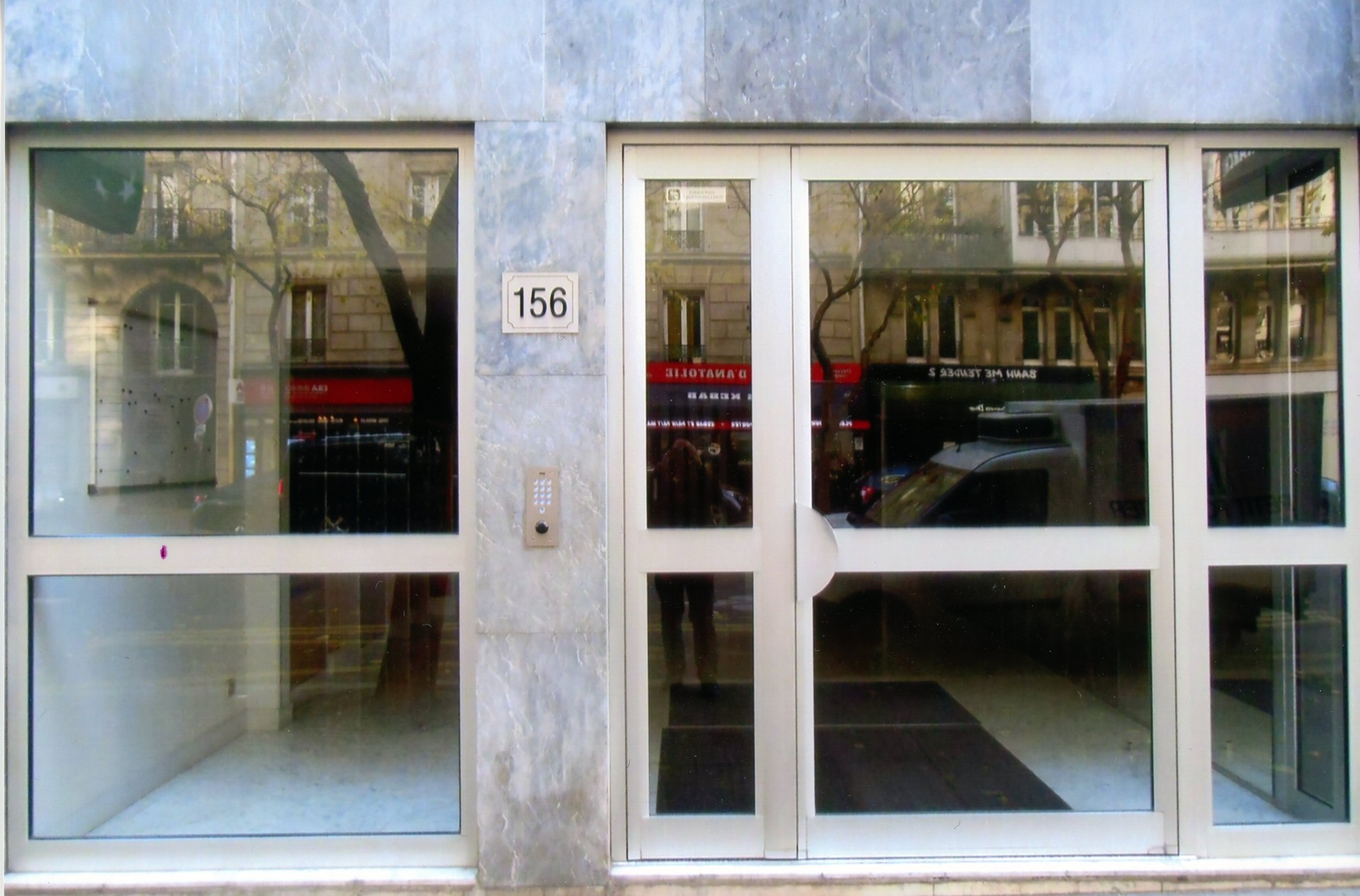
Centre de Recherches Phénoménologiques et Herméneutiques du CNRS, dirigé par Paul Ricœur, avenue Parmentier à Paris.

Normalien (Saint-Cloud), maître (1970) et agrégé de philosophie. Il complète sa formation au Centre de Recherches Phénoménologiques et Herméneutiques du CNRS dirigé par Paul Ricoeur. Lucien Jaume est docteur d’État en science politique après avoir soutenu la thèse Le discours jacobin et la politique moderne (1987).

### Carrière
Il est directeur de recherche émérite CNRS, au CEVIPOF (Centre d'étude de la vie politique française) de Sciences Po. Il enseigne à l’École de journalisme de Sciences Po et à l’Institut Catholique de Paris (ICP), ainsi qu’en Italie et en Chine. Membre de comités éditoriaux de diverses revues en Europe (Italie, Espagne, Grande-Bretagne, France), expert pour plusieurs publications dont l’American Political Science Review, il a exercé plusieurs mandats (le troisième actuellement) au bureau de l’Association française de droit constitutionnel (AFDC). Il a publié ou dirigé douze livres : sur Hobbes, le jacobinisme, les droits de l’homme, la spécificité du libéralisme dans la culture politique française ou dans l’histoire de la philosophie, l'idée de "régénération" dans le contexte révolutionnaire. Il a reçu le prix Guizot de l’Académie française pour Tocqueville : les sources aristocratiques de la liberté (2008). Il a exercé des fonctions d'évaluateur auprès du ministère de la recherche en Italie et en France. Actuellement à l'AERES. Ses recherches actuelles portent sur la formation d’un « sens commun européen », sur la fondation de la sociologie en France (moment Durkheim) et ses enjeux, jusqu'à aujourd'hui, pour l’idéologie républicaine.
Il est également coresponsable scientifique de l’édition des Œuvres complètes de Benjamin Constant (Max Niemeyer, Tübingen, en langue française), et membre cofondateur (septembre 2008) de l’European Society for the History of Political Thought (IUE, Florence).

## Ouvrages
- Hobbes et l'État représentatif moderne, PUF, 1986.
- Le discours jacobin et la démocratie, Fayard, 1989.
- Échec au libéralisme. Les Jacobins et l'État, Kimé, 1990.
- L'Individu effacé ou le paradoxe du libéralisme français, Fayard, 1997.
- Les origines philosophiques du libéralisme, Flammarion Champs Essais, 2000,  (ISBN 2081232588)[5].
- Tocqueville : Les sources aristocratiques de la liberté, Fayard, 2008, prix Guizot de l'Académie française.
- L'État administratif et le libéralisme. Une histoire française, Fondation pour l'Innovation Politique, 2009.
- Qu'est-ce que l'esprit européen?, Flammarion Champs Essais, 2010.
- Le religieux et le politique dans la Révolution française. L'idée de régénération, Collection Léviathan, PUF, 2015.
- L’Éternel défi. L’État et les religions en France des origines à nos jours, Paris, Tallandier, 2022[6].

### Articles
- « Libéralisme », « Représentation », Dictionnaire de la culture juridique, dir. D. Alland et S. Rials, Paris, Quadrige, PUF, 2003
- « Carl Schmitt, la politique de l’inimitié », Historia Constitucional, no 5, 2004 (http://hc.rediris.es) et History of Political Thought, XXV, no 3, automne 2004.
- « Tocqueville face au thème de la 'nouvelle aristocratie'. La difficile naissance des partis en France », Revue française de science politique, (56), no 6, décembre 2006, p. 969-983.
- "Le cœur démocratique selon Tocqueville", Revue Tocqueville, XXVII, no 2, 2006, p. 35-44.
- « La Représentation : une fiction malmenée », Pouvoirs, no 120, 2007, p. 5-16
- « Le Cas Guizot : étude d’une forme de stylistique politique », Jus politicum, no 1, 2007. En ligne sur www.juspoliticum.com
- "La souveraineté sous la Ve République : une certaine idée du gouvernement", dans 1958-2008. Cinquantième anniversaire de la Constitution française, Dalloz, 2008, p. 171-180.
- "Terminer la Révolution par le Code civil ?", Les penseurs du Code civil, dir. C.Gauvard, La Documentation française, 2009.
- "Tocqueville : le libéralisme et la critique de la souveraineté", in La pensée libérale, dir. G. Kévorkian, Ellipses, 2010.
- "Le religieux dans la Révolution française: une autre légitimité. Perspectives sur la régénération révolutionnaire de 1789 à aujourd'hui." in Histoire & liberté, Les Cahiers d'histoire sociale no 58, oct. 2015.
- "La République et la question religieuse" entretien avec Jean-François Bacot in Le Philosophoire no 46, automne 2016, p. 167-198.https://www.cairn.info/revue-le-philosophoire-2016-2-page-167.htm
- "Un libéralisme de rupture" in Le Monde du 14 mai 2017.
- "La popularité: une hantise sous la Révolution", in Commentaire, N° 163, Automne 2018.
- « Démocratie & libéralisme : deux inventions de l'Europe », Revue Esprit, avril 2019